# Тіоне-ді-Тренто
Тіоне-ді-Тренто (італ. Tione di Trento) — муніципалітет в Італії, у регіоні Трентіно-Альто-Адідже,  провінція Тренто.
Тіоне-ді-Тренто розташоване на відстані близько 490 км на північ від Рима, 30 км на захід від Тренто.
Населення — 3631 особа (2014).
Щорічний фестиваль відбувається 5 вересня. Покровитель — святий Віктор.

## Демографія
Населення за роками:

Станом на 1 січня 2023 року в муніципалітеті офіційно проживало 355 іноземців з 29 країн, серед них 67 громадян країн Євросоюзу та 3 громадяни України.

## Сусідні муніципалітети
- Бледжо-Інферіоре
- Бледжо-Суперіоре
- Борго-Ларес
- Кончеї
- П'єве-ді-Боно-Преццо
- Тре-Вілле
- Селла-Джудікаріє
- Порте-ді-Рендена